# Канівський Успенський собор Святого Георгія
Канівський Успенський собор Св. Георгія — собор у місті Канів.

## Історія
Успенський (Юріївський) собор збудований 1144 року князем Всеволодом Ольговичем, тип малого шестистовпного хрестовокупольного одноверхого храму, близького архітектурою до київських церков — Кирилівської і Богородиці Пирогощі.
Фасади храму прикрашають ряди малих ніш, колись оздоблених фресками; фресками були прикрашені й уступчасті порталі. Собор порівняно добре зберіг усі риси старої архітектури.
У 1185 р. біля стін цього храму готувалася оборона від половців після невдалого походу новгород-сіверського князя Ігоря Святославича. У 1587 р. тут був похований страчений у Львові козацький лідер Іван Підкова.
Крім свого основного призначення храм служив сховищем для міщан під час нападів ворогів. У вересні 1678 року кримські татари й турки підпалили собор, у якому зачинилися канівці. Тривалий час будівля стояла зруйнованою. Перші відновлювальні роботи у 1781—1787 роках, а сучасного вигляду йому надали у 1805—1810 роках.
З Успенським собором пов'язано й ім'я Тараса Шевченка. 8 (20 травня) 1861 року на пароплаві «Кременчук» останки Кобзаря перевезено з Києва до Канева. Дві доби домовина перебувала в Успенському соборі. Брати Т. Шевченка хотіли поховати Тараса біля стін Успенського собору, але Григорій Честахівський, який супроводжував прах великого поета зумів відстояти виконання останньої волі Тараса. 10 (22 травня), після відслуженої в церкві панахиди, прах віднесли на Чернечу гору.
У процесі реставрації собору 1966—1970 років були знайдені староукраїнські елементи. Протягом 1972—1990 рр. у приміщенні собору функціонував Канівський музей народного декоративного мистецтва.
Після остаточної реставрації 1993 року собор передали релігійній громаді Української православної церкви (Московського патріархату).
У 2003 році виконавчий комітет Канівської міської ради дозволив Українській Православній Церкві Московського Патріархату оформити право власності на собор. Потім УПЦ МП зареєструвала право колективної власності на нього.
У 2024 році приватизація пам'ятки рішенням суду визнана незаконною. В серпні 2024 року парафіяни прийняли рішення перейти до Православної церкви України. У лютому 2025 собор увішов до складу Шевченківського національного заповідника.